# Exulonyx camma
Exulonyx camma är en stekelart som först beskrevs av Nixon 1965.  Exulonyx camma ingår i släktet Exulonyx och familjen bracksteklar. Inga underarter finns listade i Catalogue of Life.